# 納品代行
納品代行（のうひんだいこう）とは、3PLの一形態である。
納品代行により納入先に納品時間の短縮や物流センターのセンターレス化、荷主側には販売員の接客時間の増大、物流費用の適正化といったメリットがある。
また、物流センターで店舗毎に仕分けしトラックでまとめて配送することで、納入車駐車場の混雑や周辺道路の渋滞を低減できる。

## 納品代行の流れ
集荷
ベンダーから納品代行業者の物流センターに商品が集められる
仕分け
各店舗に発送する分に仕分けする。
検品
百貨店等の規定に基づいて検品が行われる。
納品
納入先のバックヤードまたは売場に商品の納品、返品商品の引き取り、番重やオリコンの回収を行う。

## 主な納品代行業者
- アクロストランスポート株式会社
- アソーニチエイ株式会社
- 東京納品代行株式会社
- 浪速運送株式会社
- 株式会社ワールドサプライ
- 泉南グループ